# Poetas de Karaoke
Poetas de Karaoke é o primeiro single do álbum Pratica(mente) lançado em 2006 pelo do cantor português de hip hop Sam the Kid. A letra fala sobre todos os artistas que querem evoluir no mundo da música cantando inglês apenas para ganharem algum dinheiro.
A recepção do single pelo público foi favorável e recebeu bastante airplay por parte das estações televisivas MTV e SIC Radical, e pela estação de rádio Antena 3.
O videoclip simula a tomada de uma estação de rádio em Lisboa Oriental.